# Celia (assistent virtual)
Celia és un assistent virtual amb intel·ligència artificial desenvolupat per Huawei per als seus últims telèfons intel·ligents EMUI basats en HarmonyOS i Android que no tenen els serveis de Google ni l'assistent de Google. L'assistent pot fer tasques diàries, com ara fer una trucada telefònica, configurar un recordatori i consultar el temps. Es va presentar el 7 d'abril de 2020 i es va llançar públicament el 27 d'abril de 2020 mitjançant una actualització OTA només per a dispositius seleccionats que poden actualitzar el seu programari a EMUI 10.1.
Huawei es va referir inicialment al nou assistent a finals del 2019 anunciant que hi hauria una versió anglesa del seu assistent de parlants xinesos, Xiaoyi, que ja existia el 2018, que es llançaria als mercats europeus. A causa de la guerra comercial entre la Xina i els Estats Units, els telèfons intel·ligents recentment llançats per la companyia es van quedar sense cap servei de Google, inclosa la pèrdua de Google Assistant. Això va conduir posteriorment al desenvolupament i llançament de Celia.
La tecnologia d'IA està integrada al programari de Celia, que li permet traduir text amb la càmera d'un telèfon i identificar objectes quotidians, de manera similar a com ho fa Google Lens.

## Característiques
La Celia té moltes funcions similars a les dels seus rivals: l'Assistent de Google i Siri. Es pot activar amb les paraules "Hola Celia" o es pot invocar prement i mantenint premut el botó d'engegada. El motor de cerca predeterminat per a la Celia és el Bing, però això es pot canviar a la configuració. La Celia pot fer trucades, consultar l'agenda, enviar un missatge, mostrar el temps, configurar alarmes i controlar els electrodomèstics. L'assistent també té la capacitat d'integrar-se amb les aplicacions estàndard del programari EMUI i alternar amb la configuració del dispositiu, com ara encenent la llanterna i reproduint contingut multimèdia, però amb l'ordre de l'usuari. Amb la IA instal·lada a Celia, pot identificar aliments, objectes quotidians i traduir text utilitzant la càmera del telèfon.
A la Xina, la xinesa Xiaoyi inclou un model LLM anomenat PanGu-Σ 3.0 AI sobre HarmonyOS 4.0, una important millora de l'actualització de Celia, fent que l'assistent sigui més intel·ligent i avançat en comparació amb quan es va llançar el 2020 en telèfons EMUI a la Xina i internacionalment, superant Apple i Google en ser la primera en la indústria de la IA, amb un marc de sistema d'IA dedicat d'API en el darrer sistema operatiu que evoluciona cap a una pila de programari d'IA completa i gran dedicada anomenada Harmony Intelligence del model variant integrat de Pangu i el marc d'IA MindSpore amb Neural Network Runtime en el sistema base HarmonyOS NEXT basat en OpenHarmony per substituir el sistema de doble marc per una versió HarmonyOS 5.0 d'un sol marc per al quart trimestre del 2024, presentada per primera vegada el 21 de juny de 2024 a la versió prèvia de la Developer Beta 1 a l'HDC 2024.

## Disponibilitat per país i idioma
Actualment, Celia només està disponible en alemany, anglès, francès i castellà, i s'ha publicat a Alemanya, el Regne Unit, França, Espanya, Xile, Mèxic i Colòmbia. Huawei ha dit que hi haurà més regions i idiomes en el futur.

## Dispositius compatibles
La Celia només va estar disponible amb l'actualització EMUI 10.1 que es va publicar a l'abril, cosa que significa que un nombre limitat de dispositius són compatibles amb ella. S'afegiran més dispositius a la llista durant els propers mesos a mesura que augmenti la disponibilitat de Celia. La llista actual es mostra a continuació:
Sèrie Huawei P
- Huawei P50 (Pro)
- Huawei P40 (Lite, Pro i Pro+)[24]
- Huawei P30 (Pro)[25]

Sèrie Huawei Mate
- Huawei Mate 40
- Huawei Mate 30 (Disseny Lite, Pro i RS Porche)[26]
- Huawei MatePad Pro[27]
- Huawei Mate 20 (Pro, 20X 4G, 20X 5G i disseny RS Porche)[28][29]
- Huawei Mate X i Xs[30]

Sèrie Huawei Nova
- Huawei Nova 6 (Nova 6 5G i Nova 6 SE)[31]
- Huawei Nova 5 (Nova 5 Pro, Nova 5i Pro i Nova 5Z)[31]
- Huawei Nova Y60[31]

Sèrie Huawei Enjoy
Huawei Enjoy 10S

## Problemes
El lloc web de notícies tecnològiques Engadget ha assenyalat que quan es diu "Hola Celia" en veu alta en presència d'un iPhone, Siri respon juntament amb Celia; això sembla ser perquè "Celia" sona similar a "Siri".